# سانتي هولست
سانتي هولست (بالهولندية: Santy Hulst)‏ (27 أكتوبر 1987 بلايدردورب في هولندا - ) هو لاعب كرة قدم هولندي في مركز الوسط. لعب مع أدو دين هاغ ودي غرافشاب ونادي دوردريخت وSVV Scheveningen ‏.

## وصلات خارجية
- سانتي هولست على موقع قاعدة بيانات كرة القدم.إي يو (الإنجليزية)
- سانتي هولست على موقع Soccerway.com (الإنجليزية)